# Асо (вулкан)
А́со (阿蘇山 Aso-san) е калдера и вулкан в централната част на о. Кюшу, Япония. Асо е най-големият действащ вулкан в Япония и един от най-големите в света. Най-високата му точка достига 1592 m. Основните върхове се намират в префектура Кумамото, част от вулкана се намира в префектура Оита.
Диаметърът на калдерата на Асо е 25х18 km. Вулканът се е формирал в епохата на плейстоцена в периода преди между 300 000 и 90 000 години. В средата на калдерата са се образували около 17 конуса. Най-активният кратер е Накадаке, той е активен вече над 1500 години.
В основата има грабен, изпълнен с горнокредни, палеогенски, миоценски, плиоценски и плейстоценски скали. През плиоцена на мястото на калдерата са се издигали над десет стратовулкана, изградени от андезити. След това е имало мощни взривове – пирокластика с андезитов състав, в резултат на което се образувала калдера. Пирокластиката е изригвала от пръстеновидните разломи, които сега я ограничават. Общият обем на изхвърления материал е 200 km³, а площта на разпространението му е няколко хиляди квадратни километра.
На 20 октомври 2021 г. Асо изригва по мощен, експлозивен начин, като причинява движещ се на запад пирокластичен поток, който изминава около 1,3 km.